# 李幽琳
 李幽琳（韓語：이유림，2000年1月27日—），韓国女子羽毛球運動員。她与白荷娜曾贏得2017年亚青賽和2017年世青賽两项双料冠军女双得主。同时，也在2017年亚青賽混合團體冠军的成员。

## 簡歷
2016年7月，李幽琳代表韩國隊出戰泰國曼谷舉行的亚洲青年羽毛球錦標賽，在率先進行的混合团体赛中，韩國队取得银牌；而在雙打賽事中，李幽琳与金元昊則在決賽以1比2不敌中国组合，最後赢得亚軍。
2017年3月，李幽琳与白荷娜出戰大阪羽毛球國際挑戰賽，在女雙準決賽以0比2（16-21、16-21）不敌日本的櫻本絢子/高畑祐紀子；而混雙方面，則在準決賽以0比2（13-21、19-21）落败于队友朴炅熏/孔熙容。
2018年3月，李幽琳与白荷娜出戰越南羽毛球國際挑戰賽，在女雙決賽以2比0 （21-19、17-21、21-17）击败了赛会5号种子、马来西亚的鄒美君/許嘉雯，首次夺得國際挑戰賽的女双冠军。同年4月，她与金元昊出戰大阪羽毛球國際挑戰賽，在混雙決賽以2比0 （21-17、21-12）横扫东道主日本的久保田友之祐/志田千陽，初次夺得國際挑戰賽的混双冠军。同年5月，她与白荷娜出戰澳洲羽毛球公開賽，在女雙決賽以0比2 （21-23、18-21）不敌赛会2号种子、日本的櫻本絢子/高畑祐紀子。

## 主要比賽成績
只列出曾進入準決賽的國際賽事成績：
| 年份   | 賽事                     | 公開賽級別 | 項目     | 拍檔           | 成績   |
| ------ | ------------------------ | ---------- | -------- | -------------- | ------ |
| 2016年 | 亞洲青年羽毛球錦標賽     | 其他       | 混合團體 | －             | 亞軍   |
| 2016年 | 亞洲青年羽毛球錦標賽     | 其他       | 混合雙打 | 金元昊         | 亞軍   |
| 2017年 | 大阪羽毛球國際挑戰賽     | 國際挑戰賽 | 女子雙打 | 白荷娜         | 準決賽 |
| 2017年 | 大阪羽毛球國際挑戰賽     | 國際挑戰賽 | 混合雙打 | 金元昊         | 準決賽 |
| 2017年 | 亞洲青年羽毛球錦標賽     | 其他       | 混合團體 | －             | 冠軍   |
| 2017年 | 亞洲青年羽毛球錦標賽     | 其他       | 女子雙打 | 白荷娜         | 冠軍   |
| 2017年 | 世界青年羽毛球錦標賽     | 其他       | 混合團體 | －             | 季軍   |
| 2017年 | 世界青年羽毛球錦標賽     | 其他       | 女子雙打 | 白荷娜         | 冠軍   |
| 2017年 | 澳門羽毛球黃金大獎賽     | 黃金大獎賽 | 女子雙打 | 白荷娜         | 亞軍   |
| 2018年 | 亞洲羽毛球團體錦標賽     | 其他       | 女子團體 | －             | 季軍   |
| 2018年 | 越南羽毛球國際挑戰賽     | 國際挑戰賽 | 女子雙打 | 白荷娜         | 冠軍   |
| 2018年 | 大阪羽毛球國際挑戰賽     | 國際挑戰賽 | 混合雙打 | 金元昊         | 冠軍   |
| 2018年 | 澳洲羽毛球公開賽         | 超級300賽  | 女子雙打 | 白荷娜         | 亞軍   |
| 2018年 | 尤伯杯                   | 其他       | 女子團體 | －             | 季軍   |
| 2021年 | 印尼羽毛球公開賽         | 超級1000賽 | 女子雙打 | 白荷娜         | 準決賽 |
| 2022年 | 韓國羽毛球大師賽         | 超級300賽  | 女子雙打 | 白荷娜         | 亞軍   |
| 2022年 | 韓國羽毛球大師賽         | 超級300賽  | 混合雙打 | 真龍           | 準決賽 |
| 2022年 | 尤伯杯                   | 其他       | 女子團體 | －             | 冠軍   |
| 2022年 | 日本羽毛球公開賽         | 超級750賽  | 女子雙打 | 白荷娜         | 亞軍   |
| 2023年 | 马来西亚羽毛球公开赛     | 超級1000賽 | 女子双打 | 白荷娜         | 亞軍   |
| 2023年 | 亞洲羽毛球混合團體錦標賽 | 其他       | 混合團體 | －             | 亞軍   |
| 2023年 | 越南羽毛球國際挑戰賽     | 國際挑戰賽 | 女子雙打 | 申昇瓚         | 冠軍   |
| 2023年 | 越南羽毛球國際挑戰賽     | 國際挑戰賽 | 混合雙打 | Kim Young Hyuk | 準決賽 |
| 2023年 | 大阪羽毛球國際挑戰賽     | 國際挑戰賽 | 女子雙打 | 申昇瓚         | 冠軍   |
| 2023年 | 大阪羽毛球國際挑戰賽     | 國際挑戰賽 | 混合雙打 | Kim Young Hyuk | 亞軍   |
| 2023年 | 北馬里亞納羽毛球公開賽   | 國際挑戰賽 | 女子雙打 | 申昇瓚         | 亞軍   |
| 2023年 | 塞班島羽毛球國際賽       | 國際挑戰賽 | 女子雙打 | 申昇瓚         | 準決賽 |
| 2023年 | 台北羽球公開賽           | 超級300賽  | 女子雙打 | 申昇瓚         | 冠軍   |
| 2024年 | 泰國羽毛球大師賽         | 超級300賽  | 女子雙打 | 申昇瓚         | 準決賽 |
| 2024年 | 越南羽毛球國際挑戰賽     | 國際挑戰賽 | 女子雙打 | 申昇瓚         | 準決賽 |
| 2024年 | 馬來西亞羽毛球大師賽     | 超級500賽  | 女子雙打 | 申昇瓚         | 亞軍   |
| 2024年 | 韓國羽毛球公開賽         | 超級500賽  | 女子雙打 | 申昇瓚         | 準決賽 |
| 2025年 | 印尼羽毛球大師賽         | 超級500賽  | 女子雙打 | 李妍雨         | 準決賽 |
| 2025年 | 塞班島羽毛球國際賽       | 國際挑戰賽 | 混合雙打 | An Yun Seong   | 冠軍   |

| 2007-2017年 | 首要超級賽 | 超級賽 | 黃金大獎賽 | 大獎賽 | 國際挑戰賽 | 國際系列賽 | 未來系列賽 | 其他 |

| 2018-2026年 | 總決賽 | 超級1000賽 | 超級750賽 | 超級500賽 | 超級300賽 | 超級100賽 | 國際挑戰賽 | 國際系列賽 | 未來系列賽 | 其他 |

### 世界冠軍頭銜
李幽琳在羽毛球生涯中共奪得1項羽毛球世界冠軍頭銜。
| 賽事   | 奪冠次數 | 年份               |
| ------ | -------- | ------------------ |
| 尤伯杯 | 1        | 2022年（女子團體） |
| 總計   | 1        |                    |

### 奧運會和世錦賽參賽紀錄
|          | 搭檔   | 2022 |
| -------- | ------ | ---- |
| 女子雙打 | 白荷娜 | 32強 |